# Uchi-deshi
Uchi-deshi (内弟子 (nội đệ tử)) là một thuật ngữ tiếng Nhật dành cho một môn sinh/học viên ở nội trú, người học tập và hỗ trợ một sensei trên cơ sở toàn thời gian. Hệ thống này tồn tại trong kabuki, rakugo, shogi, igo, aikido, sumo, karate và các môn võ thuật Nhật Bản hiện đại khác.

## Lối sống
Uchi-deshi thường sống tại dōjō hoặc nhà của sư phụ, hoặc ở những chỗ trọ riêng biệt nằm gần dōjō. Môn sinh đó sẽ phụng sự toàn thời gian cho sư phụ trong tất cả mọi ngày. Các nhiệm vụ có thể bao gồm công việc lau dọn và thư kí. Đối lập với uchi-deshi, những môn sinh sống ở ngoài dōjō được gọi là soto-deshi (外弟子 (ngoại đệ tử)). Một vài dojo có các phòng cho uchideshi ngay trong dojo.
Về mặt lịch sử, một uchi-deshi được lựa chọn và chuẩn bị một cách điển hình để trở thành người đứng đầu môn phái võ thuật tiếp theo khi không có sẵn thành viên trực hệ nào của gia đình. Ngày nay, thuật ngữ này được sử dụng đồng nghĩa với việc học nghề.

## Thuật ngữ liên quan
Trong thời hiện đại, vai trò này cũng được gọi là tsukibito (付き人 "người được giao phó"). Các thuật ngữ khác bao gồm senshūsei (専修生 (chuyên tu sinh) "môn sinh chuyên sâu") và kenshūsei (研修生 (nghiên tu sinh) "môn sinh đào tạo sâu" hoặc "môn sinh nghiên cứu"), mặc dù những thuật ngữ này mang tính chung chung hơn và không nhất thiết được dùng để chỉ một người học việc trực tiếp. Senshūsei và kenshūsei thường đề cập đến các chương trình đào tạo theo từng bộ hoặc tập huấn theo định hướng mục tiêu hơn là các môn sinh có quan hệ đặc biệt với giáo viên/sư phụ. Ví dụ, kenshūsei của Kodokan dojo bắt đầu tập huấn cho thi đấu judo cho Olympic từ năm 1960. Thuật ngữ renshū-sei (練習生) được sử dụng trong môn đấu vật biểu diễn Nhật Bản. Thuật ngữ jikideshi (nghĩa là "học trò riêng") là một thuật ngữ cho những môn sinh thể hiện sự cống hiến và cam kết với sư phụ và/hoặc môn phái.

## Các chương trình uchi-deshi hiện tại
- Yoshinkan Aikido Ryu[2]
- Aikido Shudokan, Melbourne[3]
- Aikido của Nam Florida[4]
- Aikido ở Fredericksburg, Virginia[5]
- Nippon Kan[6]
- Aikido của San Leandro[7]
- Kyokushin Karate Goki-Ryo[8]
- Aikido Heiwa[9]
- Seibukan Jujutsu, Monterey Budokan, Monterey, CA[10]
- Shinjinkai, Chicago[11]
- México Aikido, Mexico City[12]
- Jugoshin Ryu Jujutsu